# Cinnyris notatus
Cinnyris notatus е вид птица от семейство Nectariniidae.

## Разпространение
Видът е разпространен в Коморските острови, Мадагаскар и Майот.